# Idiops fuscus
Idiops fuscus (лат.) — вид мигаломорфных пауков рода Idiops из семейства Idiopidae.

## Распространение
Южная Америка.

## Описание
Пауки среднего размера, длина от 1 до 2 см. Карапакс и ноги коричневые, стернум и тазики светло-коричневые, брюшко серовато-коричневое. Тазики ног без шипов. Хелицеры с продольным рядом крупных зубцов и ретролатеральным рядом меньших зубцов, ретролатеральные зубцы занимают базальную треть хелицер. Ноги с тремя коготками на лапках. Брюшко овальной формы. Передние боковые глаза (ALE) расположены рядом с кромкой клипеального края.